# Harry Schütt
Harry Willi Egon Schütt (* 4. November 1930 in Stettin) ist ein ehemaliger Generalmajor des Ministeriums für Staatssicherheit (MfS) der Deutschen Demokratischen Republik (DDR). Er war von 1977 bis 1990 Leiter der Abteilung IX der Hauptverwaltung A (HVA), des Auslandsnachrichtendienstes der DDR, zuständig für die „Aufklärung gegnerischer Dienste“.

## Leben
Von 1945 bis 1949 absolvierte Schütt eine Lehre als Kaufmann und war als Verkaufsstellenleiter in Grevesmühlen tätig. 1949 trat er in die Sozialistische Einheitspartei Deutschlands (SED) ein. 1950 ging er zur Seepolizei und war dort Sachbearbeiter in der Abteilung Kader. 1951 wurde Schütt vom MfS eingestellt.
Bis 1956 war Schütt in der MfS-Abteilung I, zuständig für die Volkspolizei-Bereitschaften, in Rostock tätig, dann wurde er in die HVA-Zentrale in Ost-Berlin versetzt und wurde Mitarbeiter der Hauptabteilung I, zuständig für politische Spionage. 1956 wurde er in die Abteilung IV der HVA, zuständig für „Gegenspionage im In- und Ausland und feindliche Dienste in der BRD“ versetzt, wurde 1962 deren stellvertretender und 1966 deren Leiter.
Von 1967 bis 1970 absolvierte Schütt ein Fernstudium an der Humboldt-Universität Berlin und wurde Diplom-Kriminalist. 1975/76 besuchte er die Parteihochschule der KPdSU in Moskau. 1977 wurde er Leiter der Abteilung IX, zuständig für Gegenspionage. Anlässlich des 38. Jahrestages der Bildung des MfS wurde Schütt im Februar 1988 durch den Vorsitzenden des Nationalen Verteidigungsrates der DDR, Erich Honecker, zum Generalmajor ernannt.
Nach der Wende und der friedlichen Revolution in der DDR erfolgte 1990 seine Entlassung aus dem Dienst.
Im April 1991 wurde Schütt im Zusammenhang mit der Anwerbung von Bürgern der Bundesrepublik durch das MfS, im Besonderen des Doppelagenten Alfred Spuhler, dessen Führungsoffizier Schütt war, wegen Spionage und Beihilfe zum Landesverrat angeklagt und wegen Fluchtgefahr in Untersuchungshaft genommen. Im selben Jahr wurde er zu einer Freiheitsstrafe von zwei Jahren verurteilt, die zur Bewährung ausgesetzt wurde, und kam wieder frei.

## Ehrungen
- 1980 Vaterländischer Verdienstorden in Gold